# Карабаш
Караба́ш — город в Челябинской области России. Административный центр Карабашского городского округа. Население составляет 10 339 чел. (2023).
Распоряжением Правительства РФ от 29 июля 2014 года № 1398-р «Об утверждении перечня моногородов» Карабашский городской округ включён в категорию «Монопрофильные муниципальные образования Российской Федерации (моногорода) с наиболее сложным социально-экономическим положением».

## Этимология

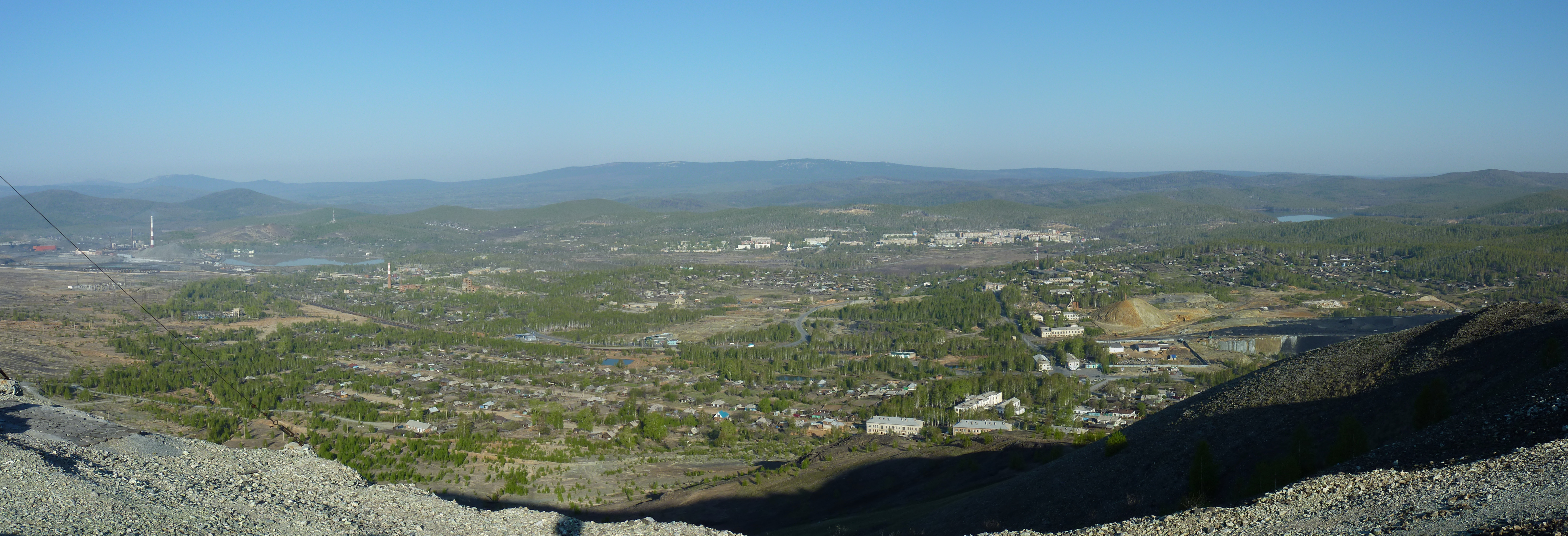
Панорама Карабаша

Ойконим Карабаш происходит от одноимённого оронима, который имеет тюркское происхождение и состоит из двух слов: кара — «чёрный» и баш — «вершина, голова», таким образом Карабаш переводится как «чёрная голова» или «черная вершина». Можно предположить связь этого названия с языческими верованиями восточных башкир, издревле населяющих эту местность. Также стоит отметить, что скалы на вершине горы сложены из необычно тёмных для данной местности пород.

## География

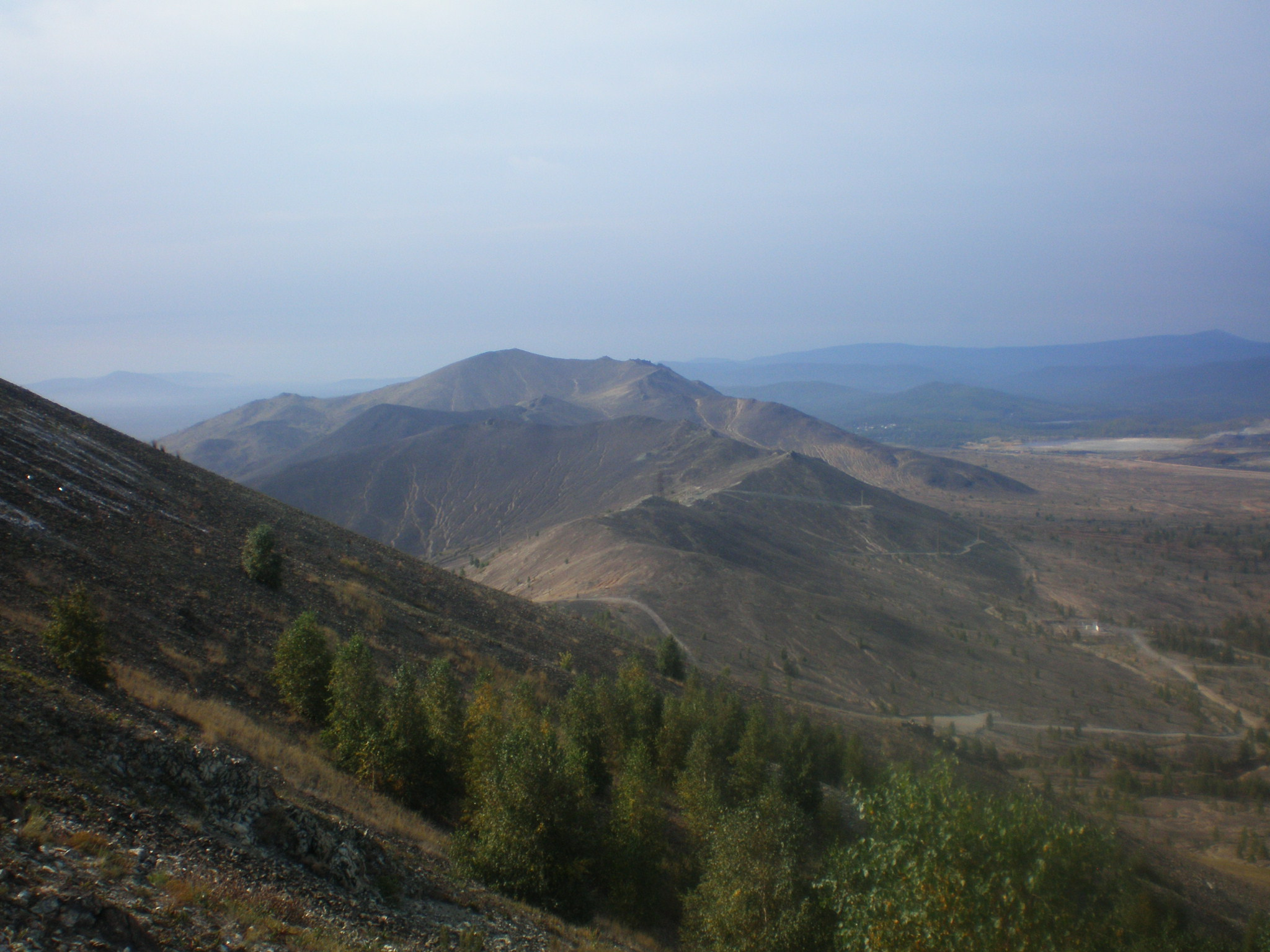
Гора Карабаш, часть горы известна под названием «Золотая Гора», как золотоносное месторождение, в частности аурикуприда

Город расположен в Соймановской долине реки Сак-Елга возле горы Карабаш в северной части Южного Урала.
Располагается в междуречье рек Большой Киалим, Сак-Елга и Аткус в увалисто-холмистой равнине на восточном предгорье Уральского хребта с перепадом высот от 310 м (Богородский пруд) до 612 м (гора Золотая) над уровнем моря. Геологический в Тагильско-Магнитогорском прогибе. представленном метаморфизированными вулканогенными и осадочными породами среднего палеозоя (кварциты, кварцито-песчаники, амфиболиты, кремнистые и глинисто-кремнистые сланцы, известняки, порфириты и т. д.). Ландшафт горно-таёжный, почва подзолистая горно-таёжная.
Климат

## История

Завод Лесли Уркварта (1907 г.)

### Царский период

Рабочие перед переходом на новый завод (1910 г.)

История Карабаша начинается с основания в 1822 году заводчиком Григорием Зотовым Соймановского посёлка в одноимённой долине вблизи горы Карабаш. Соймоновский посёлок административно относился к Кыштымскому горному округу (горнозаводскому округу).
Посёлок промышлял мытьём золота на россыпях в пойме Сак-Елги. В XIX веке в долине реки были открыты залежи медной руды, в 1837 году был построен первый медеплавильный завод, просуществовавший пять лет.
Старый медный завод был вторым медеплавильным заводом в долине, был построен в 1907 году и в этом же году куплен английской горной компанией под руководством Лесли Уркварта. Он проработал три года.
В декабре 1909 года была открыта узкоколейная железная дорога Кыштым — Карабаш.
В 1910 году в долине возле горы Карабаш был запущен новый медеплавильный завод, который работает до сих пор. Через пять лет после открытия он производил третью часть всей российской меди.

### Советский период

Карабашский медеплавильный завод в 1925 году

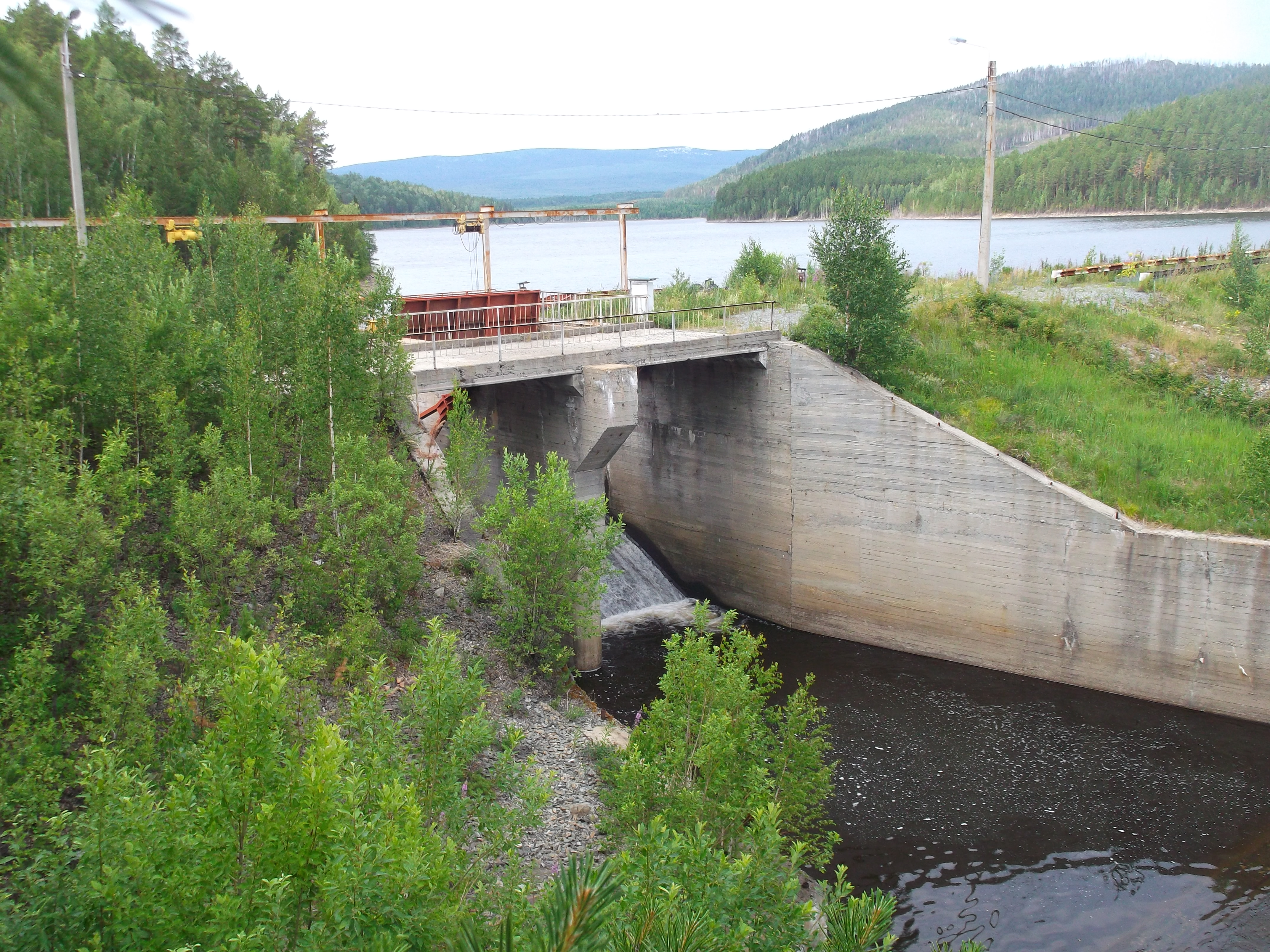
Створ плотины Киалимского водохранилища

После революции 1917 года завод был национализирован. На время Гражданской войны добыча руды и выплавка меди остановилась, рабочие ушли в партизанские отряды.
11 июня 1918 года Карабаш был занят белыми войсками под командованием поручика Глинского. Было арестовано 96 человек в том числе заместитель председателя Карабашского совета В.М. Тетерин, члены горсовета, красногвардейцы, советские активисты и рабочие, хранившие оружие. После допросов и пыток арестованным было объявлено, что они будут отправлены в Челябинск. Но в действительности арестанты под конвоем белых казаков были отконвоированы к законсервированного рудника у озера Тургояк в 35 км от Карабаша. Там арестованных по два-три человека подводили к краю шахты и рубили шашками. Затем тела сбрасывали в шахту. После уничтожения всей партии заключенных шахту забросали камнями. В память об этих событиях в Карабаше был установлен «Памятник 96-ти карабашским рабочим».
Производство меди в Карабаше было возобновлено только через 8 лет, в мае 1925 года. Начался интенсивный рост, через десять лет производство меди и добыча руд возросли в три раза по сравнению с предреволюционным временем.
В 1920—1930-е годы в посёлке открылся ряд социально значимых учреждений. 20 июня 1933 года посёлку Карабаш присвоен статус города. К концу 1930-х годов население Карабаша дошло до исторического максимума и составляло 38 тыс. человек.
Во время Великой Отечественной войны около 5 тыс. карабашцев отправились на фронт. В это время завод и шахты получили женскую и подростковую рабочую силу, как и на всём Урале. На медеплавильном заводе был организован цех для изготовления деталей снарядов для «Катюш».
В 1941 году в Карабаш эвакуировали население из блокадного Ленинграда.
В 1950—1970-е годы рост города интенсифицировался: возведено множество новых жилых домов, подведён газ, введено в строй Киалимское водохранилище на реке Большой Киалим. В это время происходит снижение количества населения до 20 тыс. человек вследствие закрытия шахт. Этот период также характеризуется обострением экологических проблем, связанных с грязным медным производством и фактическим отсутствием удовлетворительных сооружений по очистке выбросов и отходов производства.
К концу 1980-х годов экологическая обстановка в городе ухудшается настолько, что в городе вымирает растительность, нарастает кризис во всех сферах жизни города, но власть не решалась закрыть завод. Тем не менее, в конце 1989 года это произошло, старое металлургическое производство было остановлено, причём пятая часть горожан осталась без работы. Социальная обстановка города стала напряжённой, население уменьшилось до 15 тыс. человек.

### Постсоветские годы

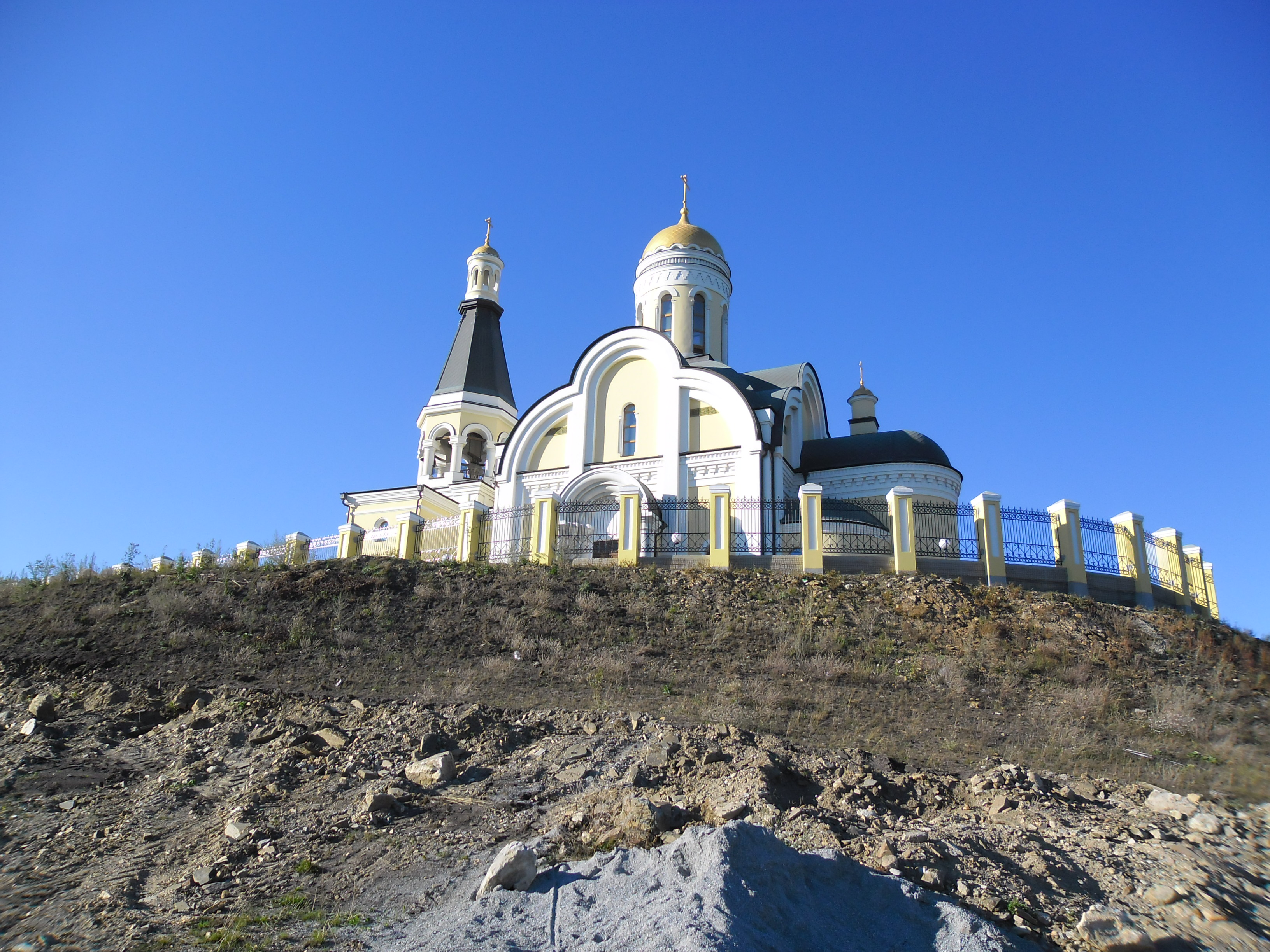
Храм во имя Святителя Иоанна Златоуста, архиепископа Константинопольского

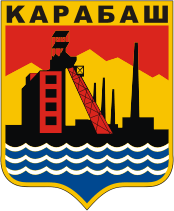
Герб (1997)

В 1998 году медеплавильное производство возобновлено из-за обострения социально-экономической ситуации. По другой версии производство было запущено частными владельцами комбината для получения прибыли. Несмотря на предпринимаемые областной властью меры по стабилизации социально-экономической ситуации в городе, население продолжает стремительно сокращаться, перейдя рубеж в 10 тысяч человек.

## Население
| 1931    | 1939    | 1959    | 1967    | 1970    | 1979    | 1989    | 1992    | 1996    | 1998    | 2002    |
| ------- | ------- | ------- | ------- | ------- | ------- | ------- | ------- | ------- | ------- | ------- |
| 8300    | ↗38 300 | ↘24 925 | ↘22 000 | ↘20 018 | ↘17 619 | ↘17 006 | ↘16 400 | ↘14 900 | ↘14 500 | ↗15 942 |
| 2003    | 2005    | 2006    | 2007    | 2008    | 2009    | 2010    | 2011    | 2012    | 2013    | 2014    |
| ↘15 900 | ↘15 700 | ↘15 500 | ↘15 400 | ↘14 023 | ↗15 227 | ↘13 152 | ↘13 059 | ↘12 741 | ↘12 255 | ↘11 900 |
| 2015    | 2016    | 2017    | 2018    | 2019    | 2020    | 2021    | 2023    |         |         |         |
| ↘11 593 | ↘11 336 | ↘11 178 | ↘10 999 | ↘10 854 | ↘10 756 | ↘10 514 | ↘10 339 |         |         |         |

На 1 января 2025 года по численности населения город находился на 906-м месте из 1124 городов Российской Федерации.
Проживают русские, башкиры.

## Экономика

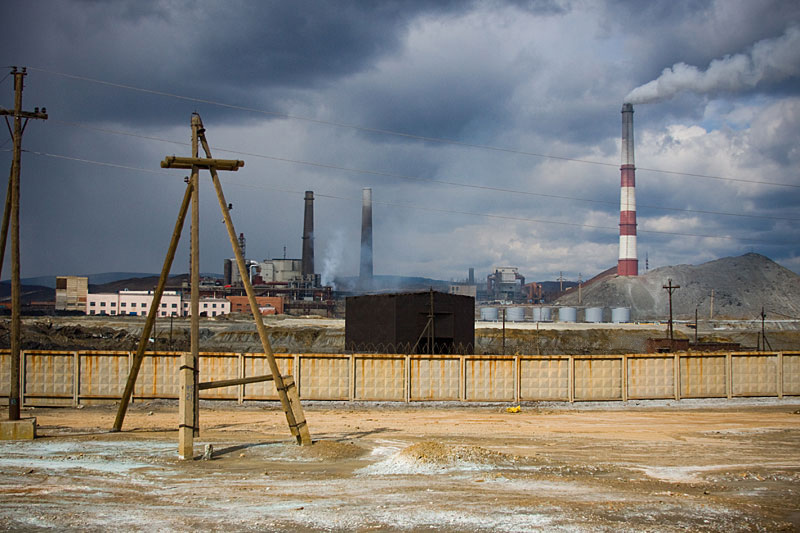
Окрестности АО «Карабашмедь» во второй половине 2000-х.

Градообразующее предприятие: АО «Карабашмедь».
В городе также имеются радиозавод «Октябрь» (не действует), два абразивных завода.
В городе размещалась зенитно-ракетная бригада, в начале 2000-х на её место был передислоцирован самоходно-артиллерийский полк. В 2009 году при пожаре на складах боеприпасов воинской части произошли взрывы артиллерийских боеприпасов. В 2014 году также произошёл взрыв боеприпасов при их утилизации на военном полигоне части.

## Экологическая обстановка

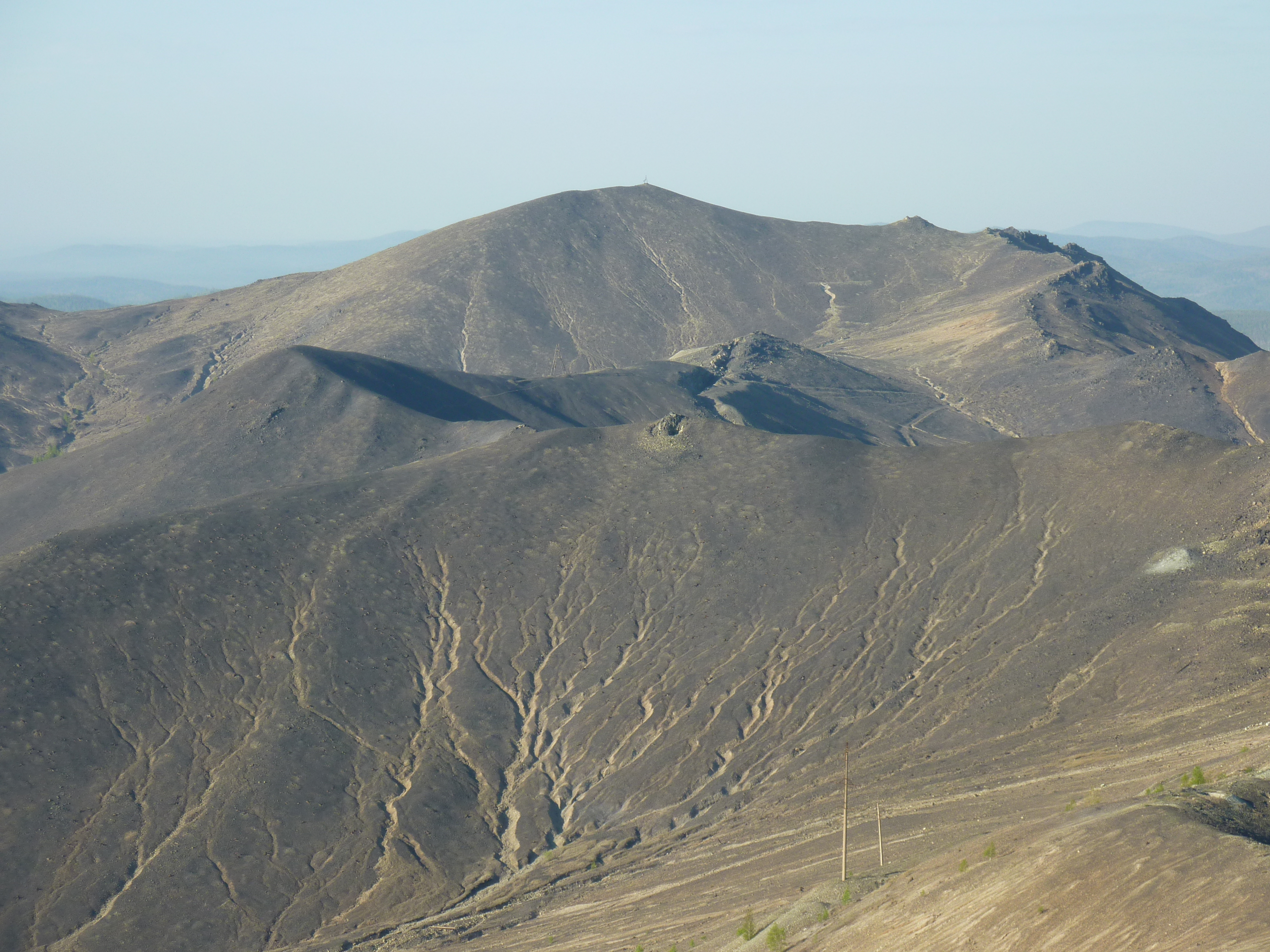
Гора в Карабаше, "облысевшая" от выбросов завода

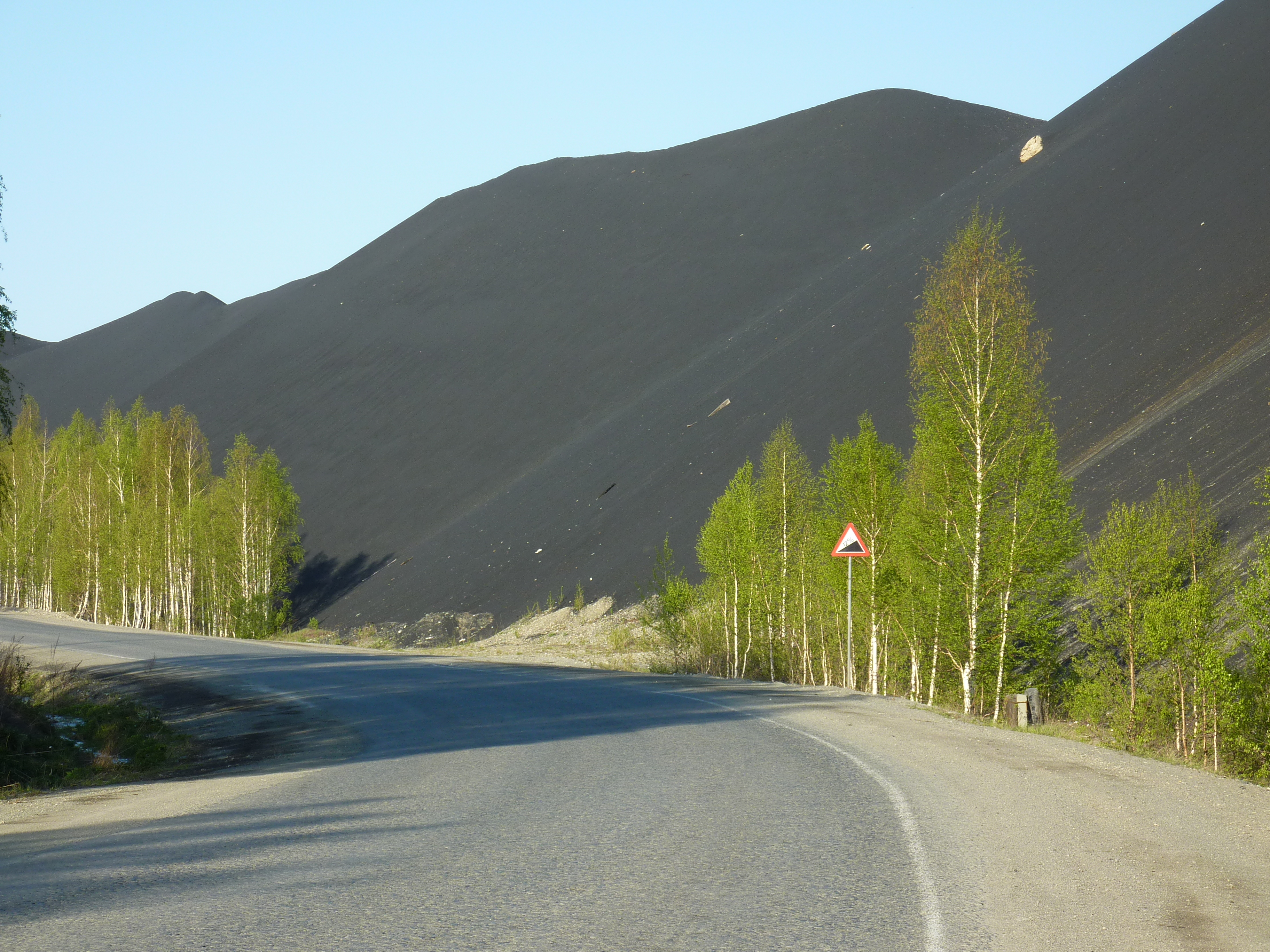
Искусственные «горы» — шлаковые отвалы «Карабашмеди», подотвальные воды стекают в реку Ольховка

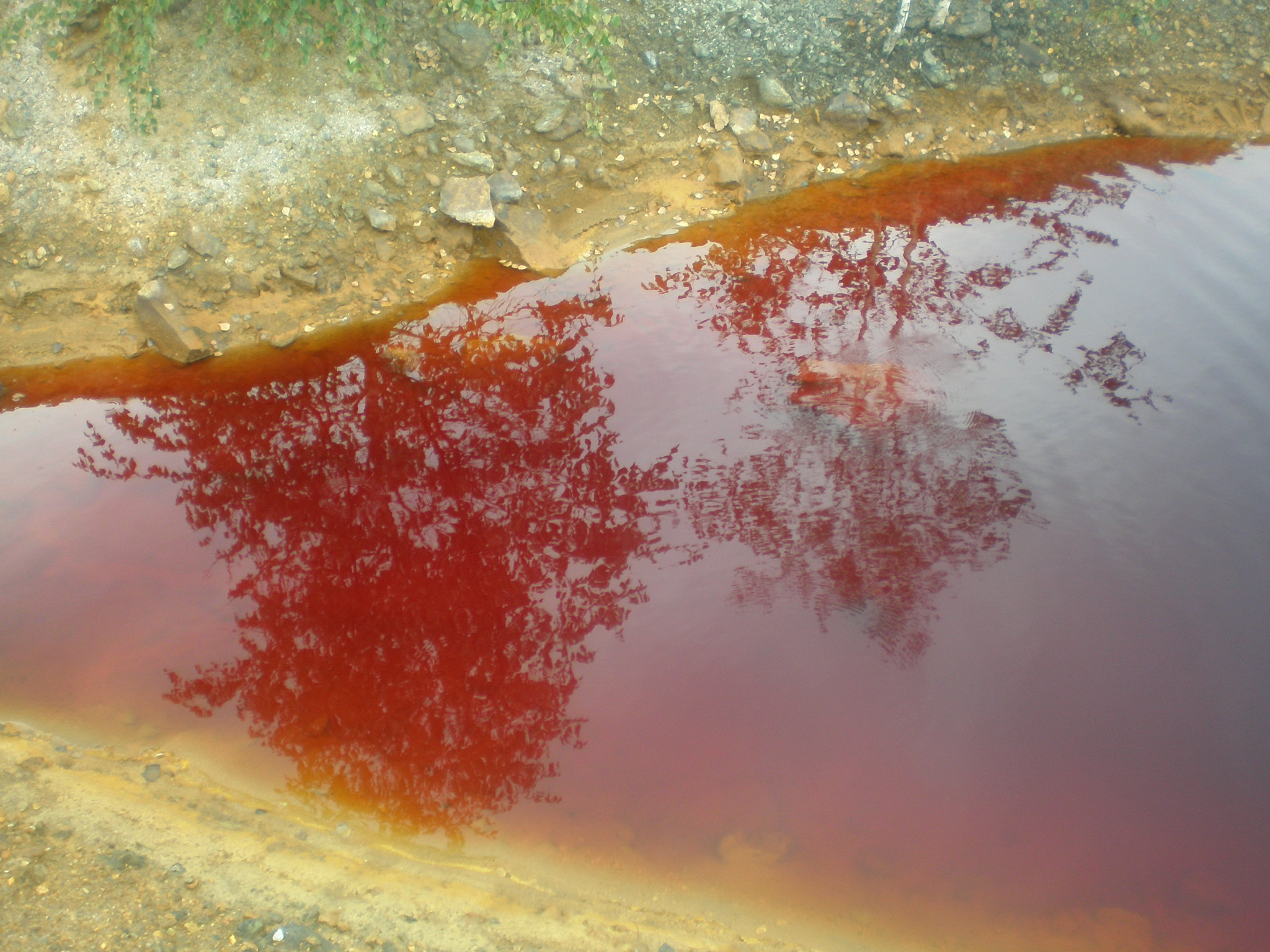
Воды реки Сак-Елга в которую поступает поверхностный сток с территории города и производств, стоки с хвостохранилища и шламохранилища

За все 90 лет работы заводов в Карабаше до остановки последнего из них в 1989 году, принцип производства металлов и оборудование существенно не менялись, очистные сооружения практически не совершенствовались.
При производстве меди из медной руды образуется большое количество вредных веществ, в основном газов, таких, как испарения свинца, серы, мышьяка и, собственно, меди. Эти газы выбрасывались беспрепятственно в атмосферу и не очищались. Вследствие этого общий вес выбросов за полный период работы заводов составил более 14 миллионов тонн. К слову, на Медногорском медно-серном комбинате сера извлекается из руды и перерабатывается в серную кислоту, но в Карабаше этого никогда не делалось.
Приказом Минприроды РФ от 25 июня 1996 года № 299 город Карабаш и прилегающие территории были охарактеризованы как зона экологического бедствия, однако в 2009 году Министерство природных ресурсов и экологии РФ исключило Карабаш из списка городов с наибольшим уровнем атмосферного загрязнения ввиду улучшения экологической обстановки.
В 2005 году на ЗАО «Карабашмедь» заработала установка мокрого катализа компании «Хальдор Топсе» по очистке серосодержащих выбросов и производству серной кислоты.
В конце июня 2010 г. (год столетия комбината) наблюдалось уникальное природное явление — преждевременная осень. На деревьях пожелтели листья, пожухла трава, погиб весь урожай на приусадебных участках. Владельцы участков готовили судебные иски в отношении медного комбината, но суды так и не состоялись.
В июле 2010 года управление Генеральной Прокуратуры РФ в Уральском федеральном округе в судебном порядке обязало ЗАО «Карабашмедь» провести модернизацию производства, чтобы прекратить загрязнение окружающей среды вредными выбросами.
В 2014 году на деньги регионального бюджета построили полигон для твёрдых бытовых отходов, который также планируется использовать для нужд соседних Златоуста, Миасса и Чебаркуля. Небольшой город (10 с небольшим тысяч жителей) стал гигантским полигоном для захоронения отходов значительной части (более 450 тысяч человек) Челябинской области.
В 2019 году в Карабаше открыли мусоросортировочный завод.
В мае 2019 года бывший ведущий телепередачи «Орел и Решка» Евсей Ковалев посетил Карабаш и поделился своими впечатлениями об экологической обстановке в городе.
По данным экологического контроля, за год трубы завода в Карабаше выпускают в атмосферу более 180 тонн газов, которые затем выпадают на город в виде кислотных дождей и белых хлопьев.
В ходе проведённых в 2000-х — 2010-х годах исследованиях было выявлено, что на территории города интенсивно загрязнены воздух, почва, водоёмы и подземные воды в величинах многократно превышающих предельно допустимые нормативы. Так, наблюдается превышение концентрации ионов ртути, кадмия, никеля, сурьмы, висмута, сульфатов, в сотни раз меди, свинца, мышьяка, марганца, что соответствует критериям зоны экологического бедствия. Отмечается и ухудшение медико-демографических показателей в городе, так общая смертность в 2014 году была наибольшая в области, содержание свинца, мышьяка, кадмия в волосах детей, а кадмия и в крови выше нормативных. Загрязнение воздуха, почвы и воды вызывается не только действующим производством, но и накопленными отходами, ветровой эрозией оголившихся участков дна водоёмов, смыванием ливневыми и талыми водами с поверхности почвы, проникновением через шахтные выработки в водоносные горизонты. Кроме влияния этих загрязнений на здоровье населения Карабаша, водотоком они попадают в Аргазинское водохранилище, вода с которого поступает на водоснабжение города Челябинска.
Разрабатывалась «Федеральная целевая программа первоочередных неотложных мер на 1996—2000 годы по выводу территории г. Карабаша из состояния экологического бедствия и оздоровлению населения». В целях улучшения качества питьевой воды, в рамках федерального проекта «Сохранение уникальных водных объектов» Министерством экологии Челябинской области реализуется комплекс природоохранных мероприятий, ключевыми из которых являются строительство отводного канала реки Сак-Элги и гидроботанической площадки.
В городе находятся Богородский пруд на реке Сак-Елга используемый в качестве пруда-отстойника, пруд-отстойник на речке Ольховка, на северо-восточной окраине находится озеро-водохранилище Серебры с регулируемым стоком, сток (речка Серебрянка) из которого пополняет Городской (Карабашский) пруд, далее из него стекает в Богородский пруд. Городской пруд облагорожен, промышленные сбросы в него более не сливаются. Озеро-водохранилище Серебры и Киалимское водохранилище используются для хозяйственно-питьевого водоснабжения города. При этом, несмотря на то, что Серебры наименее загрязнены из всех водоёмов в черте города, учитывая, что в воде некоторые загрязняющие вещества содержится в высоких концентрациях, рекомендовано использовать только как резервный источник водоснабжения.

### Самый загрязнённый город в мире
Во многих средствах массовой информации утверждается, что ЮНЕСКО назвала Карабаш самым загрязнённым городом в мире. Это отрицает бывший глава Карабашского городского округа Вячеслав Ягодинец:
Мы пробовали найти такой документ. Не нашли. Хотя шума тогда было много. Мы даже боялись на местном хлебе писать «Карабаш» — его бы никто не купил!
В упоминающих этот документ ЮНЕСКО изданиях не приводится ни его название, ни год принятия.
Другие источники упоминают об аналогичной формулировке, высказанной ЮНЕП в отношении Карабаша в 1992 году, однако самого документа, утверждающего данную позицию, на сайте организации нет.
Между тем, на официальном сайте ООН размещался документ от 1998 года со следующим содержимым:

…В то время как сельские районы Челябинска страдают от воздействия радиоактивного загрязнения, городское население сталкивается с воздействием химической и металлургической промышленности. В 1994 году Челябинский областной институт здравоохранения и окружающей среды провел исследование неинфекционных заболеваний в городах Карабаш, Магнитогорск, Челябинск, Златоуст, Копейск и Миасс. Исследование показало значительный рост различных заболеваний в Челябинской области. Результаты по Карабашу и Магнитогорску были настолько плохими, что областное министерство окружающей среды классифицировало эти города как зоны экологического бедствия. (Представитель SOE P. 195) Дети из Карабаша оказались значительно меньше детей из контрольной группы; у них было в 3,5 раза больше врожденных дефектов; В 2,7 раза больше кожных заболеваний; стрептодермии в 10 раз больше, а болезней органов пищеварения в 2,1 раза.

Заболеваемость раком в металлургическом районе Челябинска в четыре-пять раз выше, чем в среднем по России. Показатели детской заболеваемости и смертности в металлургическом районе в три раза выше, чем в среднем по городу…
Оригинальный текст (англ.)...While the rural communities in Chelyabinsk suffer from the effects of radioactive contamination, the urban populations face the effects of the chemical and metallurgical industries. In 1994 the Chelyabinsk Provincial Institute for Public Health and Environment did a survey on non-infectious diseases in the cities of Karabash, Magnitogorsk, Chelyabinsk, Zlatoust, Kopeisk and Miass. The survey showed considerable increases of various diseases in the Chelyabinsk region. The results from Karabash and Magnitogorsk were so bad that the provincial Ministry for the Environment classified these cities as ecological disaster zones. (SOE rep. P. 195) Children from Karabash were found to be considerably smaller than children from the control group; they had 3.5 times more birth defects; 2.7 times more skin diseases; streptodermia 10 times more, and 2.1 times more diseases of the digestive organs...
Cancer rates in the metallurgical district of Chelyabinsk are four to five times higher than the Russian average. Children's morbidity and mortality rates in the metallurgical district are three times higher than the average for the city. Lead intoxication from the metallurgical factories causes blood diseases and brain damage. Chromium is another major pollutant.
— CSD-6 (UN Economic and Social Development: Division for Sustainable Development)
В 2016 году, по данным Росстата, Карабаш не считался уже даже в числе просто грязных городов России, предлагалось также стремиться «сделать» Карабаш «Самым чистым городом планеты».

## Транспорт
- В городе находится железнодорожная станция Пирит — конечная станция железнодорожной ветки Кыштым — Пирит Южно-Уральской железной дороги[71]. Предположительно, пассажирское движение прекращено в 2009 году[источник не указан 1732 дня], по состоянию на 2020 год осуществляются только грузовые перевозки.
- Через город проходит региональная автодорога 75К-015 Миасс — Карабаш — Кыштым[72][73]. Осуществляется автобусное сообщение с Миассом, Екатеринбургом, Челябинском.

## СМИ
C 15 июня 1929 года издаётся газета « Карабашский рабочий ».

## Религия
Православные храмы
- Церковь Иоанна Златоуста
- Церковь Николая Чудотворца
- Церковь Успения Пресвятой Богородицы
- Часовня Иоанна Кевролетина

## Карабаш в культуре и искусстве
В 2019 году студией «Батенька, да вы трансформер» был снят короткометражный документальный фильм «Карабаш», который был представлен на фестивалях «Артдокфест» и «Лавровая ветвь».
Летом 2020 года в Карабаше прошли съёмки клипа на песню «Космические силы» российской группы «Мумий Тролль». Режиссёр — Иван Соснин. Главную роль в клипе сыграл актёр Юрий Колокольников. Премьера состоялась 6 ноября 2020 года.